# Titularbistum Minturnae
Minturnae (ital.: Minturno) ist ein Titularbistum der römisch-katholischen Kirche.
Es geht zurück auf einen Bischofssitz in der antiken Stadt Minturnae, die sich in der Nähe der heutigen Stadt Minturno in der italienischen Region Latium befand.
| Titularbischöfe von Minturnae |                                                       |                                                     |                   |                    |
| Nr.                           | Name                                                  | Amt                                                 | von               | bis                |
| 1                             | Joaquín García Ordóñez                                | Koadjutorbischof von Santa Rosa de Osos (Kolumbien) | 28. Juli 1969     | 29. September 1971 |
| 2                             | Pier Giuliano Tiddia                                  | Weihbischof in Cagliari (Italien)                   | 24. Dezember 1974 | 30. November 1985  |
| 3                             | Francesco Sgalambro                                   | Weihbischof in Messina (Italien)                    | 22. Februar 1986  | 18. März 2000      |
| 4                             | Bernardo Fabio D’Onorio OSB                           | Abt von Montecassino (Italien)                      | 13. April 2004    | 20. September 2007 |
| 5                             | Piergiuseppe Vacchelli Titularerzbischof pro hac vice | Kurienerzbischof                                    | 24. Mai 2008      |                    |